# Курт Мор
Курт Мор (нім. Kurt Mohr; 12 січня 1922, Грайфсвальд — ?) — німецький офіцер-підводник, оберлейтенант-цур-зее резерву крігсмаріне.

## Біографія
9 квітня 1940 року вступив на флот. З 27 квітня по 3 липня 1942 року пройшов курс вахтового офіцера підводника, 4-19 липня — курс зв'язку, після чого був направлений на будівництво підводного човна U-270. З 5 вересня 1942 року — 2-й вахтовий офіцер на U-270, на якому взяв участь у п'яти походах; під час четвертого походу був пошкоджений фрегат водотоннажністю 1370 тонн. З 2 лютого по 2 квітня 1944 року пройшов курс позиціонування (радіовимірювання). З 3 квітня 1944 року — офіцер роти 13-го морського запасного дивізіону (Зассніц). З 4 липня по 27 серпня 1944 року пройшов курс торпедного офіцера-підводника, З 28 серпня по 23 вересня — кур зв'язку для вахтових офіцерів-підводників, з 24 вересня по 10 листопада — курс командира човна, після чого був направлений на будівництво U-930. З 6 грудня 1944 року — командир U-930. 9 травня 1945 року здався британським військам в Бергені. 20 березня 1947 року звільнений.

## Звання
- Рекрут (9 квітня 1940)
- Матрос-єфрейтор резерву (1 січня 1941)
- Боцманмат резерву (1 берещня 1941)
- Боцман (1 лютого 1942)
- Боцман резерву (1 квітня 1942)
- Обербоцман резерву (1 травня 1942)
- Лейтенант-цур-зее резерву (1 жовтня 1942)
- Оберлейтенант-цур-зее резерву (1 березня 1944)

## Нагороди
- Нагрудний знак мінних тральщиків (30 липня 1941)
- Залізний хрест
  - 2-го класу (25 листопада 1941)
  - 1-го класу (20 січня 1944)
- Нагрудний знак підводника (12 жовтня 1943)
- Фронтова планка підводника в бронзі (15 лютого 1945)